# Gökçebey (district)
Gökçebey is een Turks district in de provincie Zonguldak en telt 21.047 inwoners (2017). Ongeveer achtduizend mensen wonen in het hoofdplaatsje Gökçebey, een stijging vergeleken met vijfduizend inwoners in het jaar 1990. De plattelandsbevolking halveerde in dezelfde periode van 25 duizend naar 12 duizend. Het district heeft een oppervlakte van 188,7 km². Hoofdplaats is Gökçebey.
De bevolkingsontwikkeling van het district is weergegeven in onderstaande tabel.
| 1990   | 1997   | 2000   | 2007   | 2017   |
| ------ | ------ | ------ | ------ | ------ |
| 30.428 | 27.339 | 25.588 | 23.585 | 21.047 |

Alaplı · Çaycuma · Devrek · Ereğli · Gökçebey · Zonguldak